# Zeinisjochhaus
Das Zeinisjochhaus (auch: Gasthaus Zeinisjoch, 1820 m ü. A.) ist ein Berggasthaus beim Vorbecken Zeinis, das dem Stausee Kops der illwerke vkw am Zeinisjoch vorgelagert ist (Gemeinde Gaschurn, Bezirk Bludenz, Vorarlberg). Neben dem Gasthof befindet sich ein kleiner Campingplatz.
Ende des 15. Jahrhunderts, als der Saumweg zu einem Karrenweg ausgebaut wurde, befand sich auch eine kleine Herberge unmittelbar in Passnähe. 1632 baute Christian Bot eine mittlerweile verfallene Herberge wieder neu auf. Die Existenz eines Gasthauses am Zeinisjoch wird aber bereits im Urbarium der Herrschaft Bludenz aus dem Jahr 1608 bestätigt und vermerkt, dass „schon allda jederzeit eine Taverne wegen der durchreisenden Leute gewesen ist“. Das Bündner Urkundenbuch dokumentiert bereits für das Jahr 1089 Alpen auf Zeinis, im Verbellatal, auf Vallüla und im Vermunt.
Das Zeinisjochhaus ist nur von Juni bis Oktober geöffnet.

## Karten
- Alpenvereinskarte 28 Verwallgruppe (1:50.000)
- Alpenvereinskarte 26 Silvrettagruppe (1:25.000)
- Alpenvereinskarte  28 Verwallgruppe Mitte (1:25.000)